# Muro (banda)
Muro es un grupo de heavy metal formado en 1981, en el barrio de Vallecas, en Madrid. En sus inicios, el grupo contó con varios cambios de formación. La llegada del vocalista Silverio Solórzano "Sílver" en el 85, dio paso a la formación clásica de la banda, que la comprendían, junto al propio Sílver, el guitarrista José Manuel Navarro "Largo", el bajista Julio Rico "Julito" y el batería Juan Ramón Ruiz "Lapi". Su álbum debut, Acero y Sangre, fue grabado en vivo en diciembre de 1986, y fue uno de los álbumes encargados de introducir el género speed metal en España, llegando a tocar en los festivales más importantes del país y abrir el espacio en España a grandes bandas a nivel internacional como Motörhead, teniendo una gran repercusión a nivel nacional y realizando giras multitudinarias.

## Historia
Después de grabar los discos Acero y Sangre, Telón de Acero, Mutant Hunter y Pacto de Sangre (este último ya sin Lapi), con las compañías dicograficas Lady Alicia Records y Avispa Records, se decide tomar un descanso en el año 1993.
En el año 1998, la banda decide retomar las riendas y fichan con la compañía Pies, con la cual se graban tres discos: Peligro Inminente, Corazón de Metal, Este muro no se cae y Enterrados en vivo, estos dos últimos en directo. En estos trabajos (a excepción de Peligro Inminente, donde también está Lapi) solo se encuentran Silver y Julito de la formación clásica de Muro.
En 2003, el grupo se separa, aunque en ese mismo año, Silver reúne a varios de los miembros que han pasado por el grupo a lo largo de su historia para grabar un doble CD en directo a modo de despedida: Este Muro no se Cae.
En 2009, los cuatro miembros originales: Lapi, Largo, Julito y Silver retoman la banda y hacen una gira titulada "Por un puñado de dólares", llevándoles a tocar incluso al conocido festival "Heavy Metal Maniacs" que se celebra en los Países Bajos. Esta formación, daría vida al álbum El Cuarto jinete, último álbum de estudio de Muro hasta el momento.
El 17 de diciembre de 2013, la banda anuncia oficialmente el retiro de Silver (voz) por problemas personales. Tras esto, Rosa Pérez, en aquel momento encargada del merchandising de Muro y vocalista de la banda de versiones Black Shark (en la cual también militaba Lapi), entra como vocalista.

## Estilo
Entre el heavy metal clásico y el speed metal, como sin decidir por cual género optar, Muro expandió este estilo de heavy metal en España, colindando paralelamente, sin saberlo, con bandas del underground estadounidense y alemán como los Agent Steel, Helloween, Rage, Savage Grace, Omen, Liege Lord, Running Wild, Exciter, Abbatoir, Tyrant, Realm, Helstar o Anthrax (puramente thrash metal estos últimos); que hacían música similar en los mediados y finales de la década de 1980. A diferencia de estos grupos mencionados que ya se acercaban al thrash metal, Muro tenía un espíritu más heavy, y sus influencias musicales como base de guitarra fluctuaban entre los furiosos riffs de Judas Priest, Motörhead y Accept, al que agregaron una base de coros apasionados estilísticamente similares a los de Manowar y Barón Rojo. Además, se diferenciaron por la forma de canto muy peculiar de Silver, su vocalista.

## Discografía

### En estudio
- Telón de Acero (1988)
- Mutant Hunter (1989)
- Pacto de Sangre (1992)
- Peligro Inminente (1999)
- Corazón de Metal (2001)
- El Cuarto Jinete (2013)

### En directo
- Acero y Sangre (1987)
- Este Muro no se Cae (2003)
- Enterrados en Vivo 1987-2003 (2004)
- El Muro Original. Grandes y directos 1985-1989 (2007)

### Recopilatorios
- Grandes Éxitos (1995)

### Apariciones en discos tributo
- Metal Gods - Tributo a Judas Priest (2000)
- Larga vida al... Volumen brutal (2002)

## Miembros

### Miembros actuales
- Rosa Pérez Macho "Rocksa": voz.
- Julio Rico Mucientes "Julito": bajo en  Acero y Sangre, Telón de acero, Mutant Hunter , Pacto de Sangre, Grandes Éxitos, Peligro Inminente, Metal Gods - Tributo a Judas Priest , Corazón de Metal , Larga vida al... Volumen brutal, Este Muro no se Cae, Enterrados en Vivo 1987-2003, El Muro Original. Grandes y directos 1985-1989 y El cuarto jinete.
- Juan Ramón Ruiz "Lapi": batería (en Acero y sangre, Telón de acero, Mutant Hunter, Peligro inminente y El Cuarto Jinete).
- José Manuel Navarro "Largo": guitarra (en Acero y sangre, Telón de acero, Mutant Hunter, Pacto de Sangre y El Cuarto Jinete).

### Antiguos miembros
- Silverio Solórzano "Silver": Vocalista en todas las etapas de la banda a partir de 1985, hasta diciembre de 2013. Grabó todos los lanzamientos oficiales de Muro hasta la fecha.
- Domingo González: Vocalista en la demo de 1983.
- Pedro V. González: Vocalista en la demo de 1984.
- José María Pérez: Bajo en las demos del 83 y 84.
- Justo A. Gallego: Guitarra en la demo de 1984.
- Miguel Borja: Voz en 1985.
- Pepe Rubio: Guitarra en 1985.
- José Antonio Casal: Guitarra en 1985.
- José "Tiri": Guitarra de 1985 a 1986.
- Francisco Camacho: Bajo de 1996 a 1997.
- Ángel Funes: Guitarra de 1996 a 1997.
- José Manuel Rodríguez Bravo: Guitarra de 1996 a 1997.
- Joaquin "El Niño" Arellano: batería en Pacto de Sangre.
- Francisco "Paco" Gómez: guitarra en la demo  de 1998 y en Peligro inminente.
- Javier Morales: guitarra en la demo  de 1998 y Peligro Inminente.
- Ricardo Moreno: Guitarrista en 2002.
- Manolo Arias: guitarra solista en Corazón de Metal y Este Muro no se Cae.
- Miguel Herranz "Patillas": guitarra rítmica en Corazón de Metal y Larga vida al... Volumen brutal.
- Iván Manzano: batería en Corazón de Metal, Larga vida al... Volumen brutal, y Este Muro no se Cae.
- Nyno Ramos: guitarra solista en Larga vida al... Volumen brutal.
- Álex Escorza: Fue guitarrista del grupo entre 2007 y 2009.